# Sus-Saint-Léger
Sus-Saint-Léger é uma comuna francesa na região administrativa de Altos da França, no departamento de Pas-de-Calais. Estende-se por uma área de 7,31 km². Em 2010 a comuna tinha 377 habitantes (densidade: 51,6 hab./km²).